# Эль-Мубарик, Эль Мехди
Эль Мехди Эль-Мубарик (араб. المهدي مبارك‎; род. 22 января 2001, Марокко) — марокканский футболист, полузащитник клуба «Аль-Айн», выступающий на правах аренды за махачкалинское «Динамо».

## Клубная карьера
Эль-Мубарик — воспитанник клуба ФЮС. 12 января 2019 года в матче против «Рапид Уд Зема» он дебютировал за основной состав в Ботола лиге. Летом 2022 года Эль Мехди перешёл в арабский «Аль-Айн». 10 сентября в матче против «Аль-Зафра» он дебютировал в арабской Про-лиге. Летом 2023 года Эль-Мубарик на правах аренды вернулся на родину, став игроком клуба «Раджа». 27 августа в матче против «Юссуфия Беррешид» он дебютировал за новую команду. По итогам сезона Эль Мехди помог клубу выиграть чемпионат и Кубок Марокко. В сезоне 2024/2025 выступал на правах аренды в «Видаде», в составе которого в июне 2025 года участвовал на Клубном чемпионате мира в США, где сыграл три матча. 6 августа 2025 года стало известно, что он перешёл в махачкалинское «Динамо» на правах аренды до конца сезона 2025/2026 года. 12 августа 2025 года в выездном матче 2-го тура группового раунда Кубка России против московского «Спартака», выйдя на 77-й минуте встречи на замену вместо Абдулпаши Джабраилова, дебютировал за «Динамо», а в послематчевых пенальти ему удалось забить гол, основное время матча завершилось вничью 1:1, однако, его клуб одержал победу после серии 11-тиметровых ударов со счётом 4:3.

## Международная карьера
В 2021 году в составе молодёжной сборной Марокко Эль-Мубарик принял участие в молодёжном Кубке Африки в Мавритании. На турнире он сыграл в матчах против команд Гамбии, Ганы, Танзании и Туниса. В поединках против танзанийцев и гамбийцев Эль Мехди забил по голу.

## Статистика
| Выступление          | Выступление      | Выступление      | Чемпионат | Чемпионат | Кубки | Кубки | Другие | Другие | Итого | Итого |
| Клуб                 | Лига             | Сезон            | Игры      | Голы      | Игры  | Голы  | Игры   | Голы   | Игры  | Голы  |
| -------------------- | ---------------- | ---------------- | --------- | --------- | ----- | ----- | ------ | ------ | ----- | ----- |
| ФЮС                  | Ботола Про       | 2019/20          | 3         | 0         | 0     | 0     | —      | —      | 3     | 0     |
| ФЮС                  | Ботола Про       | 2020/21          | 21        | 0         | 1     | 0     | —      | —      | 22    | 0     |
| ФЮС                  | Ботола Про       | 2021/22          | 23        | 0         | 2     | 0     | —      | —      | 25    | 0     |
| ФЮС                  | Итого            | Итого            | 47        | 0         | 3     | 0     | —      | —      | 50    | 0     |
| Аль-Айн              | Про Лига         | 2022/23          | 22        | 0         | 12    | 0     | —      | —      | 34    | 0     |
| Аль-Айн              | Итого            | Итого            | 22        | 0         | 12    | 0     | —      | —      | 34    | 0     |
| → Раджа              | Ботола Про       | 2023/24          | 23        | 0         | 4     | 0     | —      | —      | 27    | 0     |
| → Раджа              | Итого            | Итого            | 23        | 0         | 4     | 0     | —      | —      | 27    | 0     |
| → Видад              | Ботола Про       | 2024/25          | 20        | 2         | 2     | 0     | 3      | 0      | 25    | 2     |
| → Видад              | Итого            | Итого            | 20        | 2         | 2     | 0     | 3      | 0      | 25    | 2     |
| → Динамо (Махачкала) | Премьер-лига     | 2025/26          | 0         | 0         | 1     | 0     | —      | —      | 1     | 0     |
| → Динамо (Махачкала) | Итого            | Итого            | 0         | 0         | 1     | 0     | —      | —      | 1     | 0     |
| Всего за карьеру     | Всего за карьеру | Всего за карьеру | 112       | 2         | 22    | 0     | 3      | 0      | 137   | 2     |

1. ↑  В графу «Кубки» входят игры и голы в национальных кубках, кубках лиги, суперкубках.
2. ↑  Клубный чемпионат мира.

## Достижения
«Раджа»
- Победитель Ботола лиги — 2023/24
- Обладатель Кубка Марокко — 2022/2023